# 天満神社 (与謝野町)
天満神社（てんまじんじゃ）は、京都府与謝郡与謝野町加悦に鎮座する神社である。加悦天満宮とも称される。2005年（平成17年）に国の重要伝統的建造物群保存地区に選定されたちりめん街道の南方に所在し、加悦谷地域一帯の数十の神社が例祭加悦谷祭を同一日に行うようになった原点である。祭神は菅原道真。

## 歴史
丹波道主の子孫とされる細目倉彦が菅原道真に仕え、道真が大宰府に配流された後に丹後に戻り、中郡二箇に天神社を建てて道真を祀ったことを発祥とする。その後の変遷には諸説あり、一説によれば、のちに四辻の天神ヶ丘に移され、さらに1328年（嘉暦3年）に加悦の宮野の森に移り、1586年（天正14年）に安良山城主有吉将監らによって現在地に奉遷されたとされる。永禄年間（1558年～1570年）に有吉将監によって宮野から移されたとも伝わる。社が所蔵した様々な記録は、元禄年間（1688年～1704年）に火災により失われ、定かではない。
1926年（大正15年）に開通した加悦鉄道の記念絵葉書の一葉に、北丹後地震で被害を受ける直前の天満神社の姿が残る。

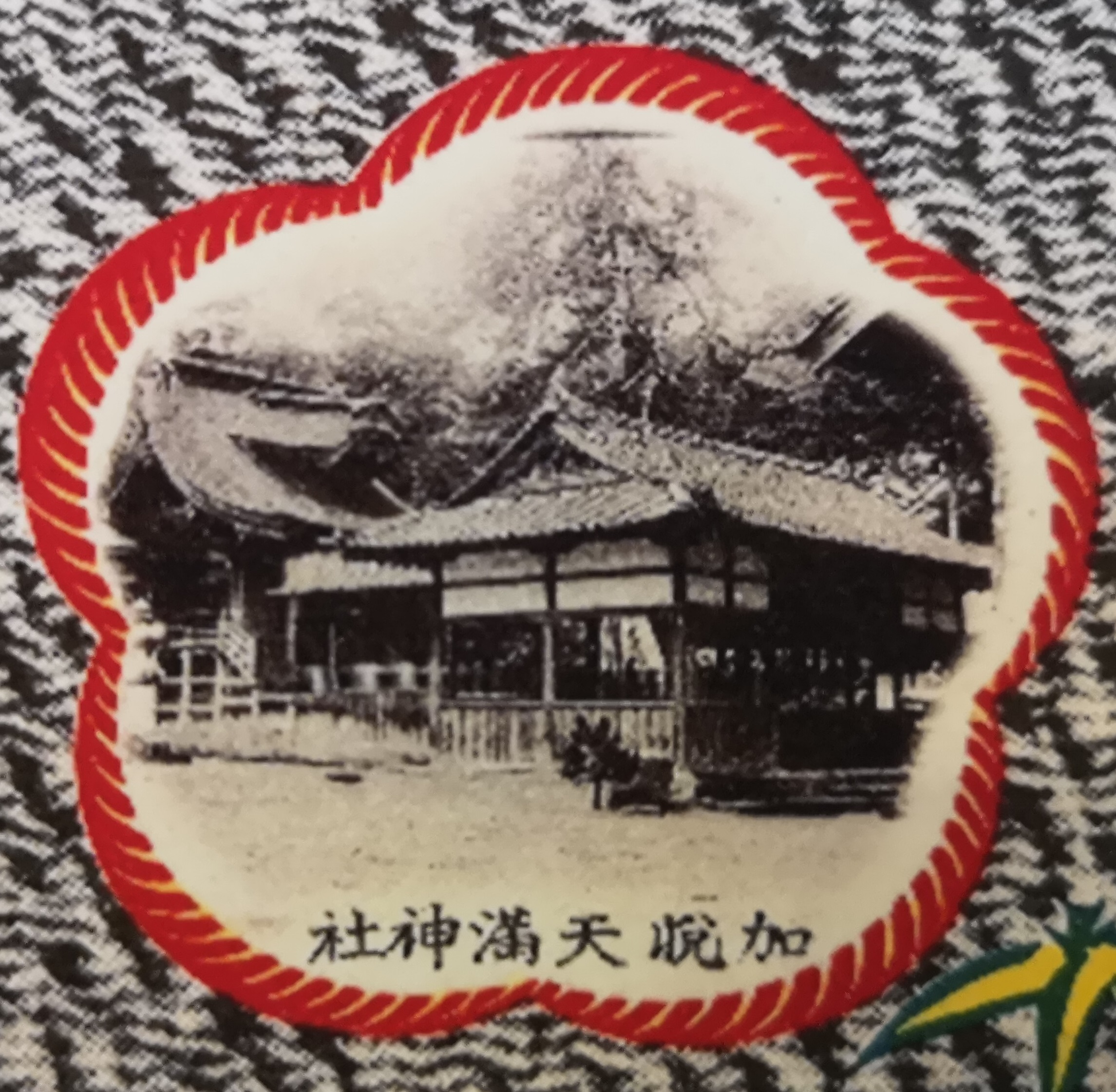
加悦鉄道開通記念絵葉書に描かれた加悦天満宮（1926年）
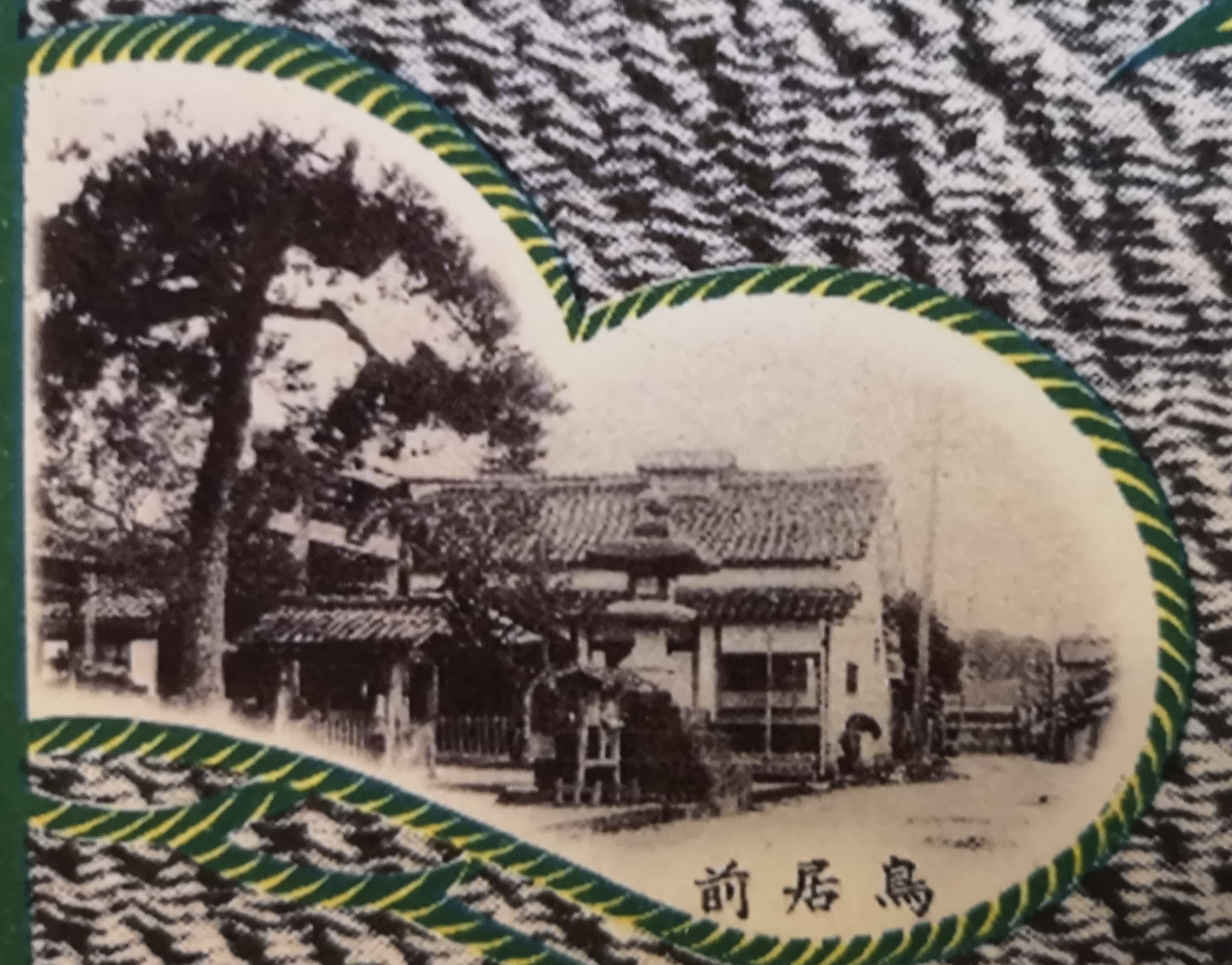
加悦鉄道開通記念絵葉書に描かれた加悦天満宮鳥居前（1926年）

## 建築物

### 本殿
一間社流造で、銅板葺き。主屋根の正面に唐破風を置くのが、周辺地域では他に見られない特徴とされる。本殿後方の左右に、ある一時期、右殿・左殿とみられる附属室があり、右殿には少名彦命、左殿には大己貴命を祀った。この附属室は、現在はいずれも物置となっている。
かつての本殿は元禄年間の火災で焼失したと思われ、現存する本殿は1733年（享保18年）に再建されたもので、京都府の有形文化財指定を受ける。1733年（享保18年）10月の棟札が現存し、それによると、大工は近世丹後の名棟梁として謳われる冨田河内盛庸を筆頭に、宮津城下葛屋町の大工一族として知られる冨田一門が総指揮、後見、棟梁を務めた。同じく1733年（享保18年）12月の檜皮葺の棟札によれば、檜皮師は宮津本町の市郎左衛門および久兵衛、世話役は加悦町の大庄屋である尾藤善右衛門らが担った。
1901年（明治34年）の記録に拠れば、社殿の配置は凸型をしており、東正面の大階段に正対して東向きに建てられていた。1927年（昭和2年）3月7日の北丹後地震で拝殿が被害を受け、その改築にあたり、被害のなかった本殿も地盤の堅固な場所を選んで移築された結果、現在は北向きに建つ。

### 拝殿
現存する拝殿は昭和期に再建されたもので、設計は京都府技手の後藤柴三郎。北丹後地震による被災の後、コンクリートによる基礎工事を施したうえで、現在地に再建された。古建築に習熟した後藤式がよく顕れた建築と評される。入母屋造。裄行・梁行ともに3間の平入りで、正面に軒唐破風の付いた階隠しを設け、正面と両側面に高欄の付いた縁をめぐらした構造となっている。柱の間は、前後と中央を除いて3枚折の蔀戸である。
かつての拝殿は、入母屋造で、裄行の中央を広く空ける割拝殿となっていた。裄行3間、梁行2間の平入りで、桟瓦葺きだった。

### 稲荷神社
本殿の北方に稲荷神社を置く。切妻造、桟瓦葺き、妻入りのごく簡素な祠で、1929年（昭和4年）に建立された。基礎にコンクリートが使われている。

## 境内
加悦町域を見下ろす天神山の山頂一帯を境内とし、境内を中心に天神の森一帯が府によって「天満神社文化財環境保全地区」に指定される。
天神山の北方麓には天満神社と同時代に移転してきたとみられる実相寺（日蓮宗）、鳥居から天神山山頂の社殿に繋がる137段の石段の両脇に1384年（元中元年）創建の吉祥寺（臨済宗）と1599年（慶長4年）創建の宝厳寺（浄土宗）が向かい合い、一帯は寺町の様相を呈する。天満神社は、その中心に位置している。

## 文化財
- 本殿 - 京都府指定文化財[9]

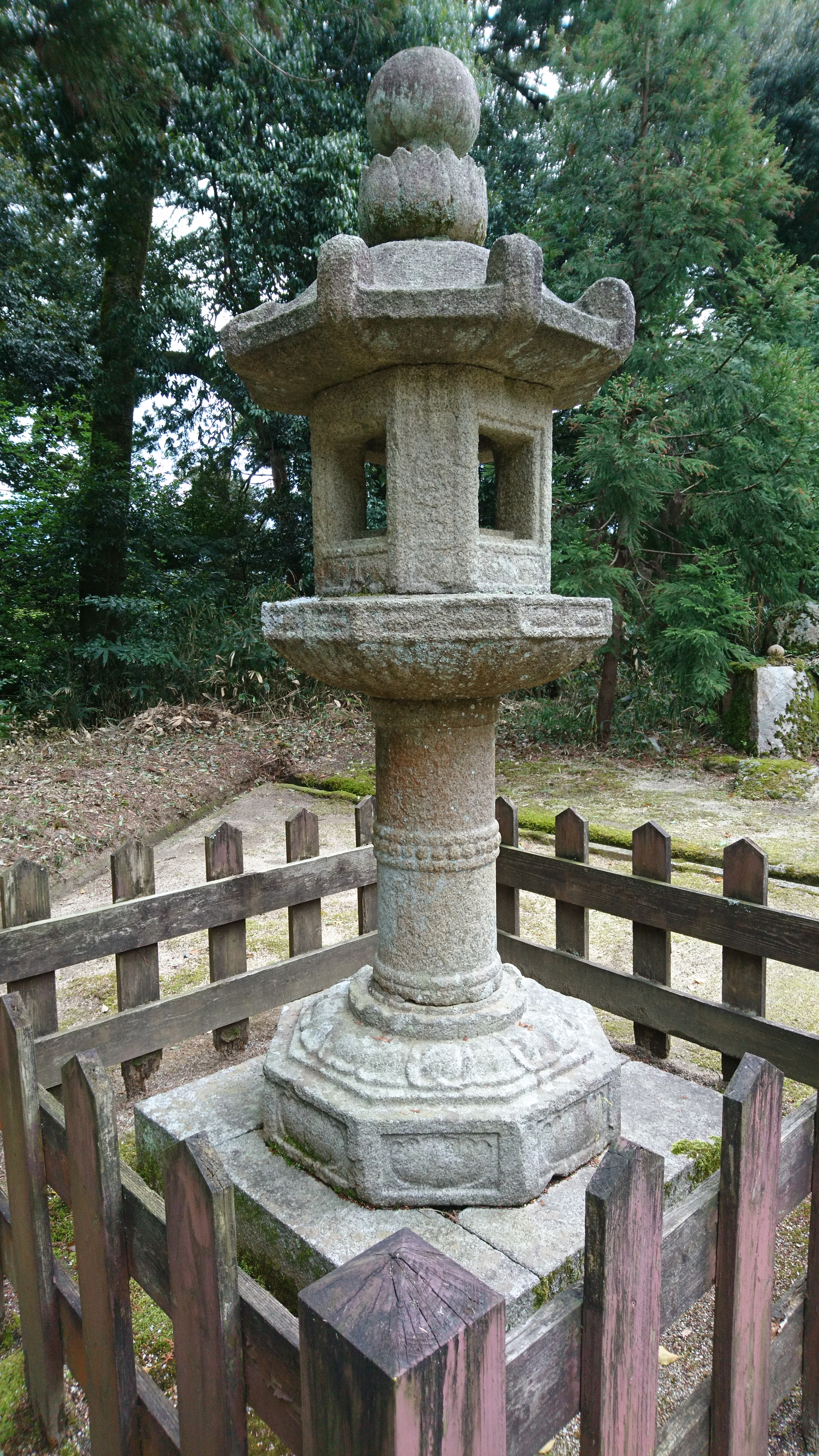
拝殿前の鎌倉時代の石灯篭（京都府指定文化財・重要美術品）

- 石灯篭 - 神社境内には石灯篭が複数あるが、そのうち拝殿向かって左手前の石灯篭は鎌倉時代後期の特徴を残しており、1938年（昭和13年）3月10日に国の重要美術品に認定され[10]、1995年（平成7年）3月には京都府の有形文化財に指定された[9][2]。笠の中央が盛り上がった形状が特徴の丹後型八角石灯篭の典型的な例のひとつとされる[11][12]。

## 祭礼

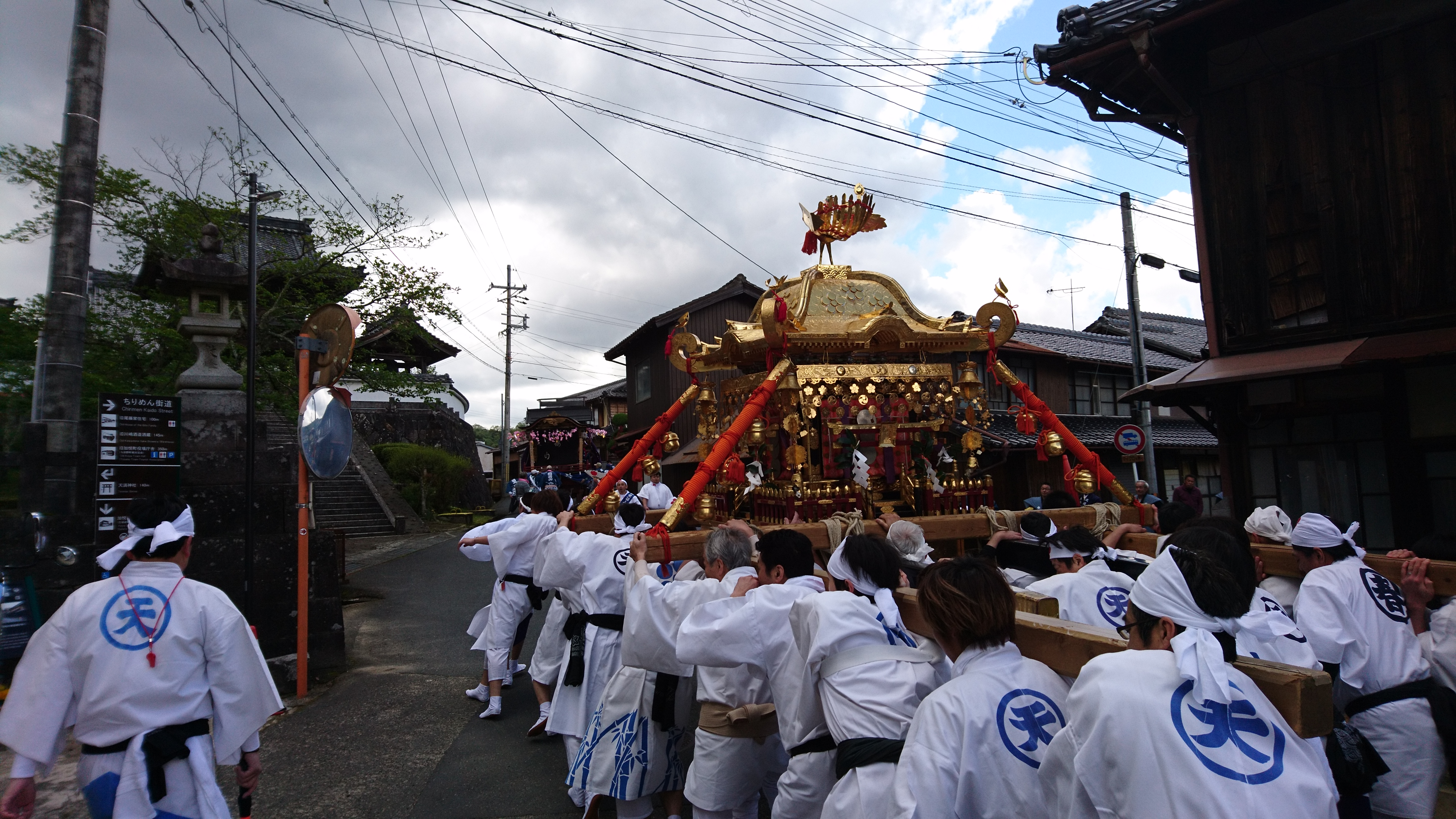
天満神社の神輿巡行

現在は4月最終週の土日を例祭日とし、近隣一帯の神社の祭礼とともに加悦谷祭を構成する。
天満神社は菅原道真を祀ることから男性神の社とされ、祭礼行列には男性神を惹きつけようとする要素が随所にみられる。
祭礼の中核は神輿で、神社に残る古い神輿の底板には、1762年（宝暦12年）に京の二条通堺町角の職人の作による神輿が寄進された旨が記されている。神輿が137段の急傾斜の石段を昇り降りする神事は、加悦谷地域のなかでもとくに知られたもので、巡行路は後年に拓かれた幹線道路ではなく、近世初期に整備されたと推定される旧街道に沿って、細い道を幾度も折れ曲がる複雑な行路をとり、祭が誕生した江戸時代の面影を残している。

## ギャラリー

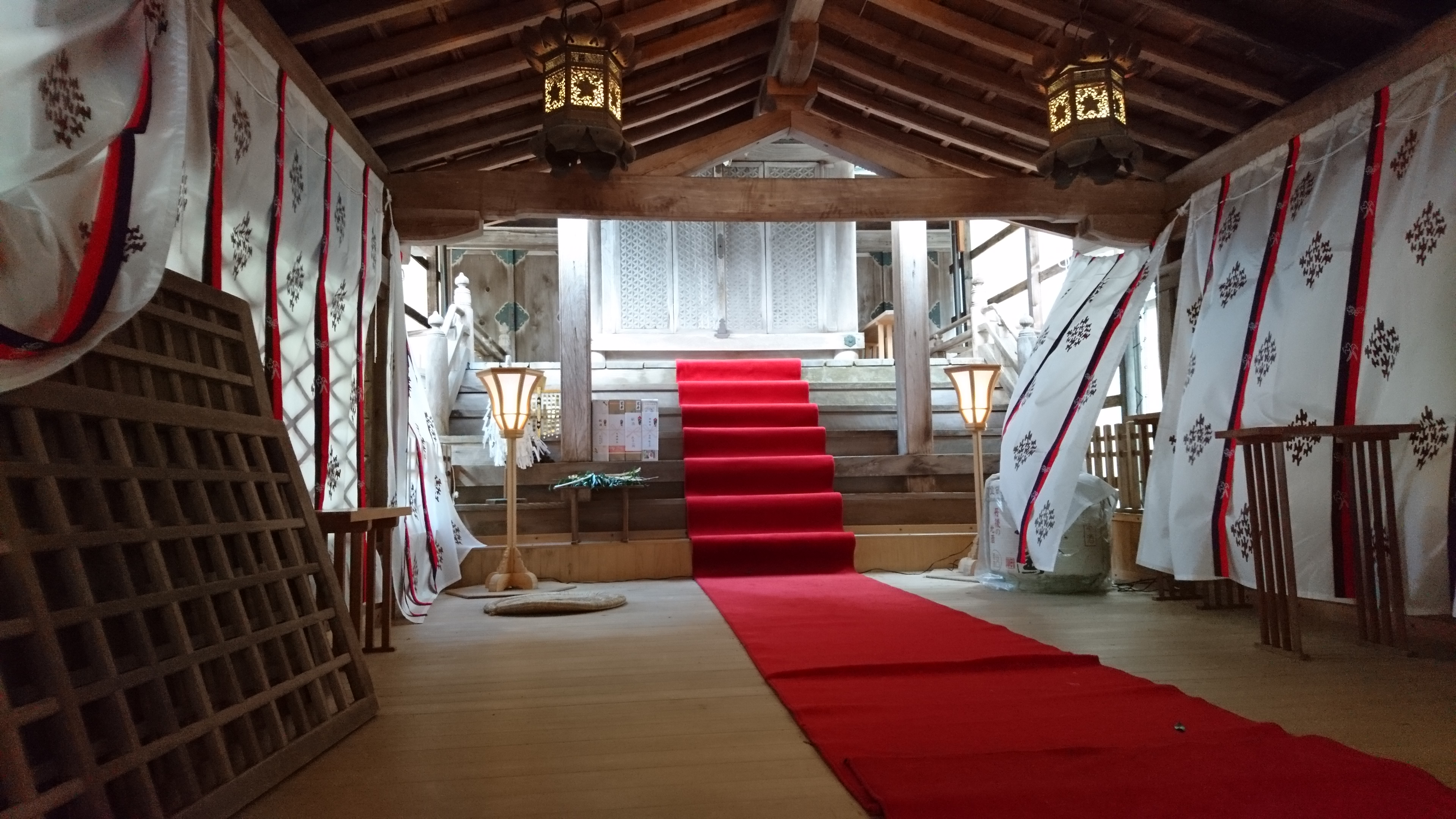
天満神社拝殿より本殿を臨む（2019年4月27日）
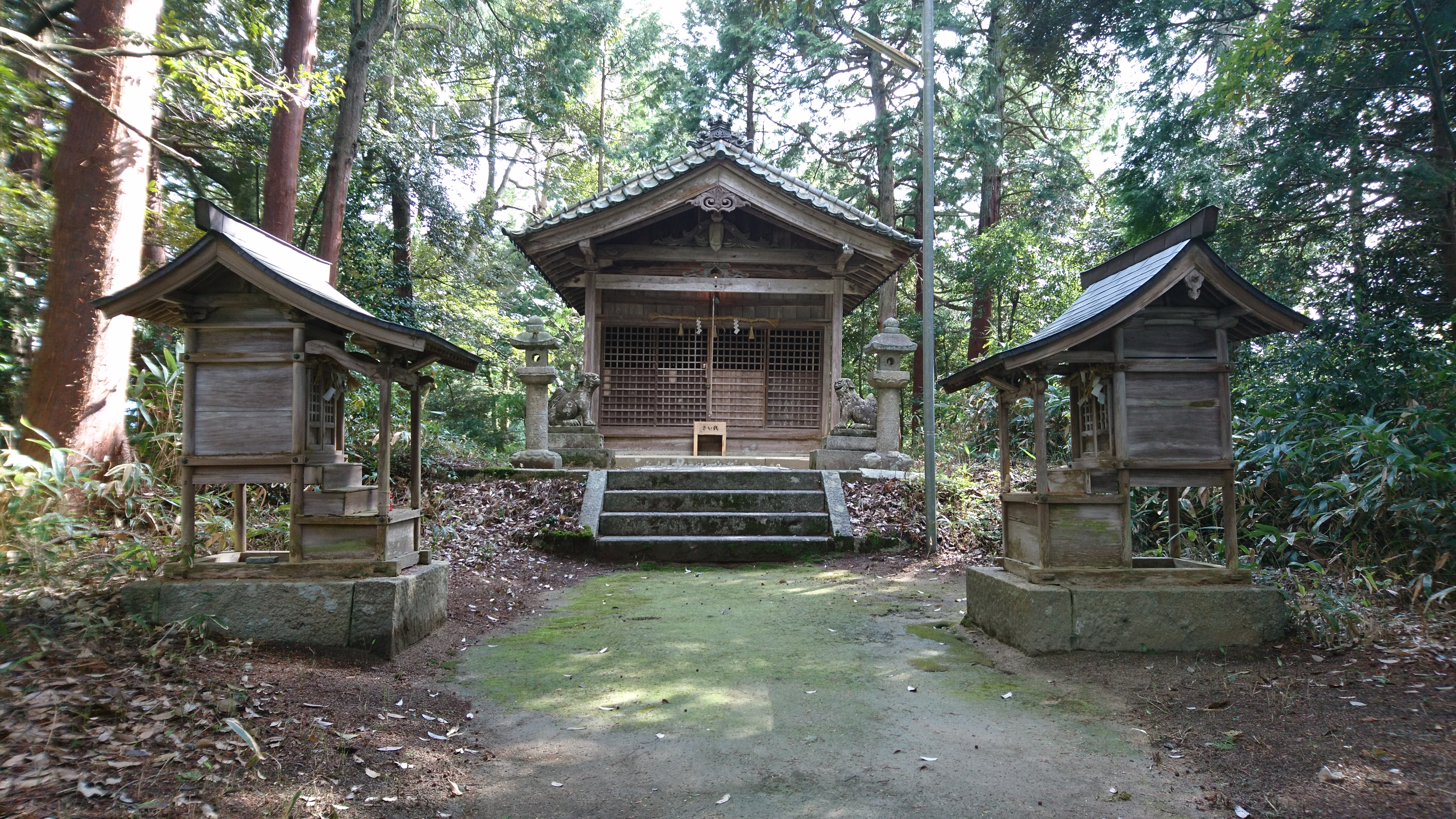
境内にある末社
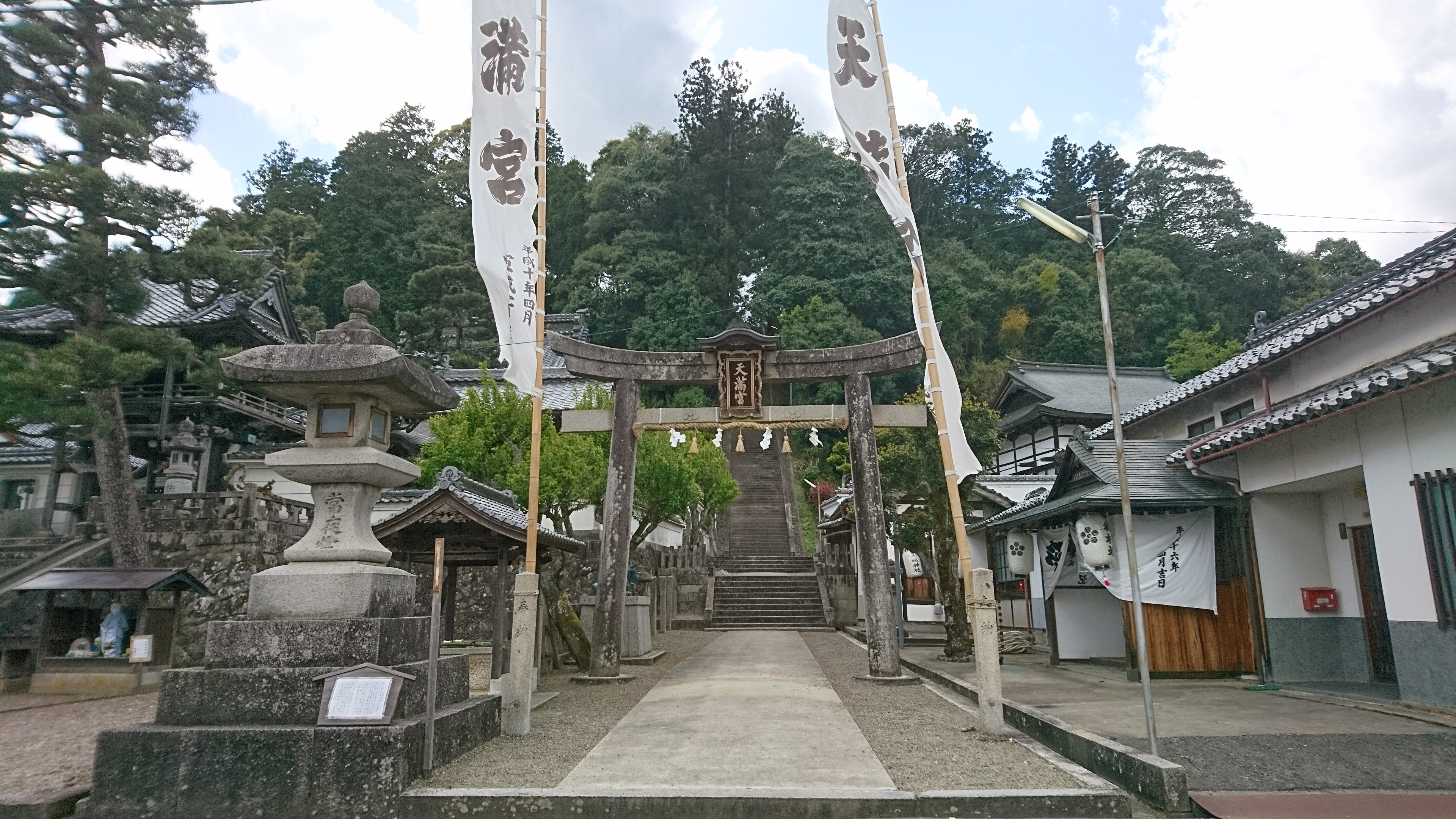
祭礼期間中、幟が立った神社前
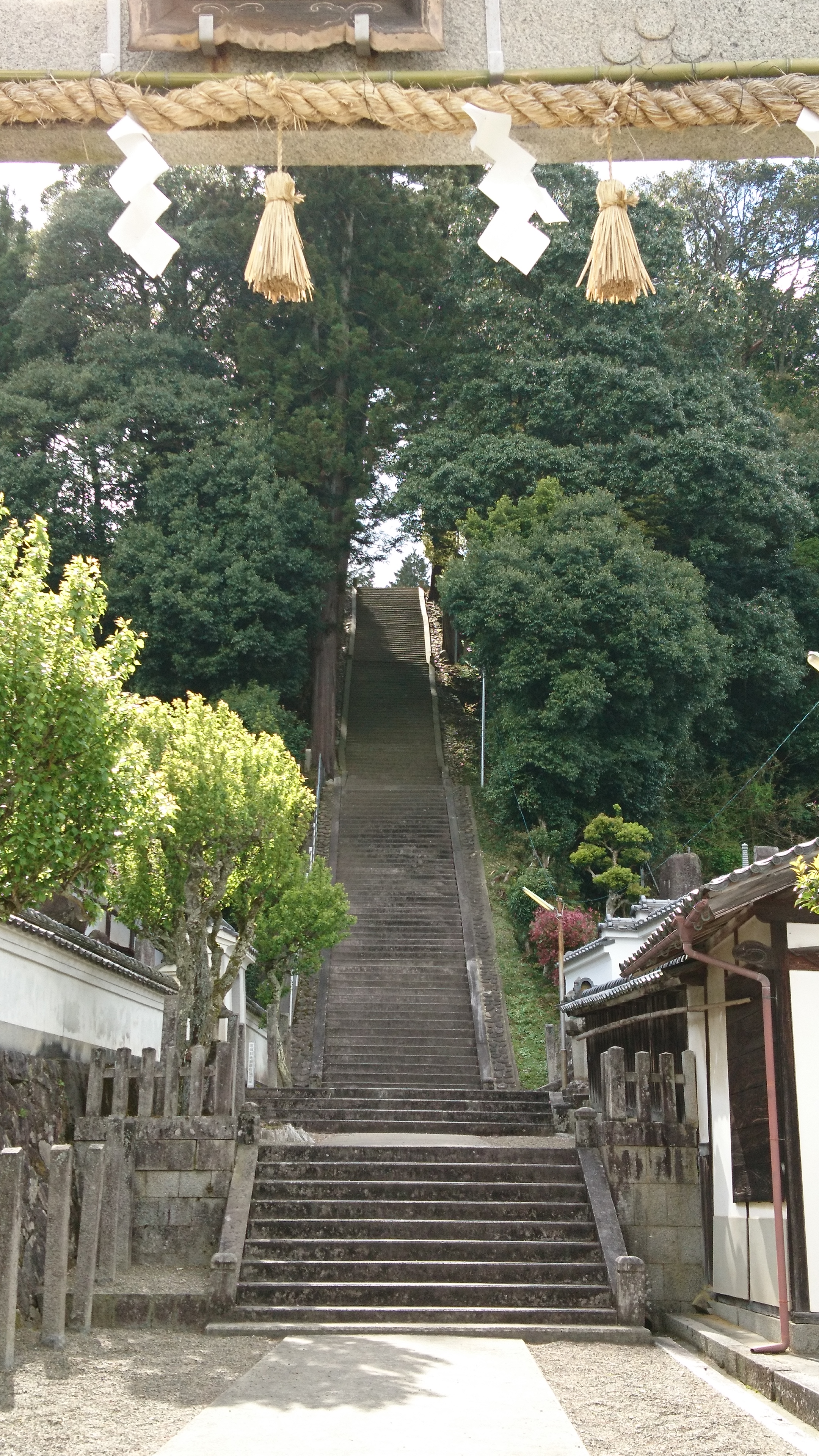
鳥居の先、137段の石段を上った山頂に社殿が建つ。
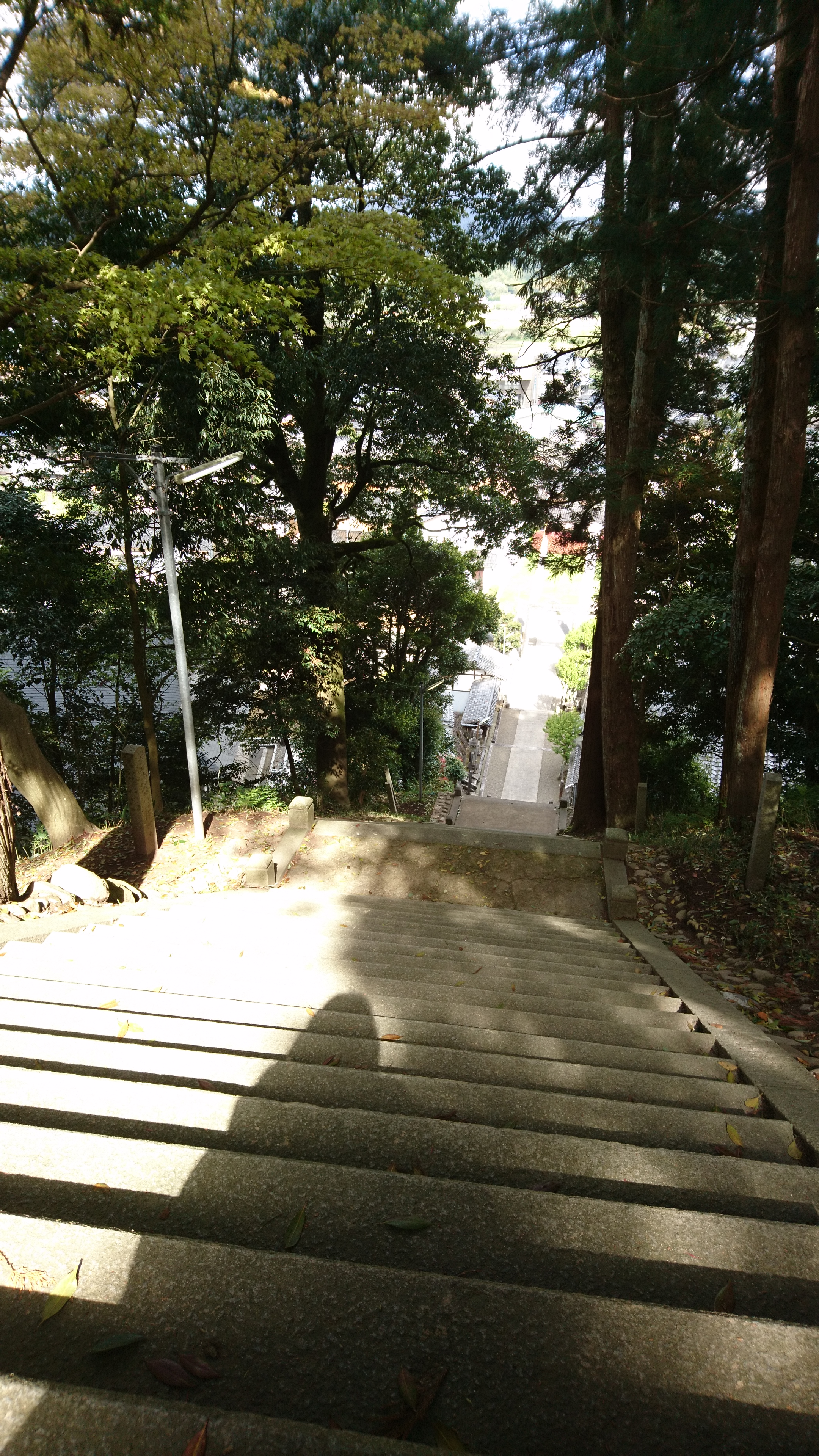
神輿の昇降が見所とされる137段の急階段（上から）

## 現地情報

### 所在地
京都府与謝郡与謝野町加悦50-1
重要伝統的建造物群保存地区に選定されているちりめん街道に所在する。

### アクセス
- 鉄道 - 京都丹後鉄道宮豊線「与謝野駅」から　車で約10分
- 車   - 京都縦貫自動車道「与謝天橋立IC」から　約10分　[16]